# Matěj Lasák
Matěj Lasák (1 mei 1992) is een Tsjechisch veldrijder.
Matěj Lasák beoefent buiten het veldrijden ook nog het mountainbiken. In 2013 werd hij derde in het Nationaal Kampioenschap cross-country marathon. In 2010 eindigde Lasák vierde op het WK veldrijden bij de juniores voor onder meer David van der Poel, Gianni Vermeersch en Laurens Sweeck. 

## Veldrijden
| Seizoen   | Wereldbeker | Superprestige | GvA Trofee/bpost bank trofee | WK | TK | Overige            | Totaal aantal zeges |
| --------- | ----------- | ------------- | ---------------------------- | -- | -- | ------------------ | ------------------- |
| 2012-2013 |             |               |                              |    |    |                    | 0                   |
| 2013-2014 |             |               |                              |    |    |                    | 0                   |
| 2014-2015 |             |               |                              |    |    | CX Finance Centrum | 1                   |
| 2015-2016 |             |               |                              |    |    |                    | 0                   |

|}